# 哈塔姆安比亚中央总部
哈塔姆安比亚中央总部（波斯語： قرارگاه مرکزی خاتم‌الانبیا (ص)）是伊朗的一個聯合作戰指揮部門，受伊朗武裝部隊总参谋部指挥。哈塔姆安比亚是波斯語中众先知的封印一詞的音譯。 2016年，哈塔姆安比亚中央总部从伊朗武装部队总参谋部中獨立出來。 